# 利乌
利乌（法語：Lioux）是法国普罗旺斯-阿尔卑斯-蓝色海岸大区沃克吕兹省的一个市镇，属于阿普特区戈尔代县。该市镇2009年时的人口为288人。

## 人口
利乌人口变化图示
| 数据来源：INSEE |